# 1796년 미국 하원의원 선거
존 애덤스 대통령 당선과 함께 연방당 의석 증가로 여대야소 의회가 구성된다. 연방당 색채가 강한 뉴잉글랜드나 민주공화당 색채가 강한 서부와 남부를 제외한 중립적인 중부의 표가 연방당의 무역과 인프라 정책에 끌렸기 때문이다

## 선거 결과
| 정당       | 의석 수 |
| ---------- | ------- |
| 연방당     | 57석    |
| 민주공화당 | 49석    |
| 합계       | 105석   |